# Teresa Tomlinson

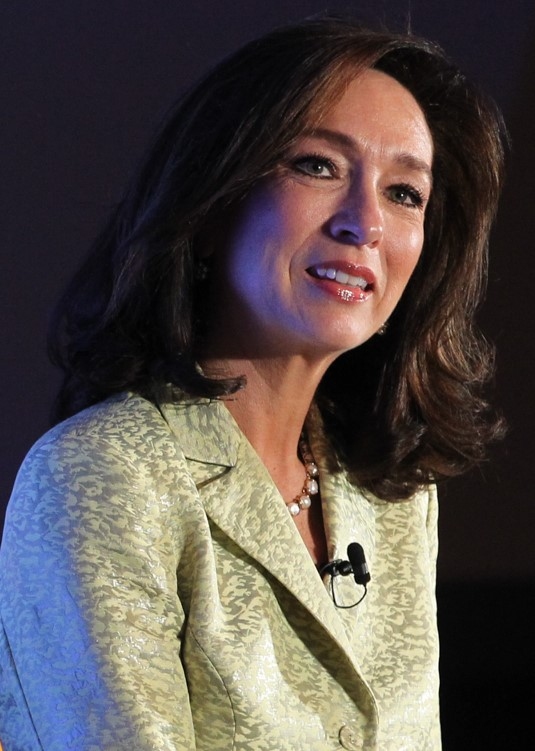
Teresa Tomlinson

Teresa Pike Tomlinson (* 19. Februar 1965) ist eine US-amerikanische Politikerin und war von 2011 bis 2019 Bürgermeisterin von Columbus, Georgia.

## Leben
Tomlinson besuchte die Chamblee High School in Atlanta und machte dort 1983 ihren Abschluss. Anschließend absolvierte sie das Sweet Briar College in Sweet Briar, Virginia, wo sie 1987 ihren Abschluss erwarb, und studierte an der Law School der Emory University in Atlanta. 1991 schloss sie ihr Studium ab. 1994 zog sie nach Columbus. Tomlinson arbeitete die nächsten 16 Jahre in der Anwaltskanzlei Pope, McGlamry, Kilpatrick, Morrison and Norwood, LLC. In dieser Zeit wurde sie der erste weibliche Partner in der Firmengeschichte. Von 2006 bis 2010 war sie Executive Director von MidTown, Inc., einer lokalen Non-Profit-Organisation zur Stadtentwicklung.
Am 30. November 2010 wurde Tomlinson mit 68 % der Stimmen zur Bürgermeisterin von Columbus gewählt. Der bisherige Amtsinhaber Jim Wetherington hatte auf die Kandidatur für eine zweite Amtszeit verzichtet. Am 3. Januar 2011 erfolgte Tomlinsons Amtseinführung. Sie war damit die erste Frau, die dieses Amt bekleidete. Während ihrer ersten Amtszeit tat sie sich unter anderem durch eine Reform des Städtischen Rentenplans und die Einrichtung einer erfolgreichen Task Force gegen Kupferdiebstahl hervor. Am 20. Mai 2014 wurde sie mit 63 % im Amt bestätigt. Am 7. Januar 2019 endete ihre zweite Amtszeit und sie wurde Partnerin in der Anwaltskanzlei Hall Booth Smith. Ihre Nachfolge als Bürgermeister von Columbus trat B. H. „Skip“ Henderson III an.
Tomlinson ist verheiratet.